# Ragne Wiklund
Ragne Wiklund (Oslo, 9 de mayo de 2000) es una deportista noruega que compite en patinaje de velocidad sobre hielo.
Ganó cinco medallas en el Campeonato Mundial de Patinaje de Velocidad sobre Hielo en Distancia Individual entre los años 2021 y 2025, dos medallas en el Campeonato Europeo de Patinaje de Velocidad sobre Hielo, en los años 2023 y 2025, y dos medallas en el Campeonato Europeo de Patinaje de Velocidad sobre Hielo en Distancia Individual, en los años 2022 y 2024.
Participó en los Juegos Olímpicos de Pekín 2022, ocupando el quinto lugar en las pruebas de 3000 m y 5000 m y el sexto en persecución por equipos.

## Palmarés internacional
| Campeonato Mundial en Distancia Individual | Campeonato Mundial en Distancia Individual | Campeonato Mundial en Distancia Individual | Campeonato Mundial en Distancia Individual |
| Año                                        | Lugar                                      | Medalla                                    | Prueba                                     |
| ------------------------------------------ | ------------------------------------------ | ------------------------------------------ | ------------------------------------------ |
| 2021                                       | Heerenveen (Países Bajos)                  | Medalla de oro                             | 1500 m                                     |
| 2023                                       | Heerenveen (Países Bajos)                  | Medalla de oro                             | 3000 m                                     |
| 2023                                       | Heerenveen (Países Bajos)                  | Medalla de plata                           | 1500 m                                     |
| 2023                                       | Heerenveen (Países Bajos)                  | Medalla de plata                           | 5000 m                                     |
| 2025                                       | Hamar (Noruega)                            | Medalla de plata                           | 5000 m                                     |
| Campeonato Europeo                         |                                            |                                            |                                            |
| Año                                        | Lugar                                      | Medalla                                    | Prueba                                     |
| 2023                                       | Hamar (Noruega)                            | Medalla de plata                           | Clasificación general                      |
| 2025                                       | Heerenveen (Países Bajos)                  | Medalla de bronce                          | Clasificación general                      |
| Campeonato Europeo en Distancia Individual |                                            |                                            |                                            |
| Año                                        | Lugar                                      | Medalla                                    | Prueba                                     |
| 2022                                       | Heerenveen (Países Bajos)                  | Medalla de plata                           | Persecución por equipos                    |
| 2024                                       | Heerenveen (Países Bajos)                  | Medalla de bronce                          | 3000 m                                     |